# Jägerregiment 1
Das Jägerregiment 1 (JgRgt 1) war ein luftbeweglicher Infanterieverband des Heeres der deutschen Bundeswehr, das zuletzt der Panzerbrigade 21 unterstellt war und am 9. Juli 2015 außer Dienst gestellt wurde. Zeitgleich wurde das Jägerbataillon 1 neu aufgestellt.
Die Aufstellung des Jägerregiments 1 erfolgte ab 2006. Der englische Terminus für die beim Jägerregiment 1 neu hinzugekommene Fähigkeit zur Luftbeweglichkeit lautet Air Cavalry (US) oder Air Mobile Infantry, verbreitet ist auch der Begriff Air Assault (Luftsturm).
Die Bundeswehr entschied sich bei der Neuaufstellung der Jägertruppe im 21. Jahrhundert für den Standort Schwarzenborn (Knüll) im historischen Entstehungsraum der Jägertruppe. Als Truppenkonzept, erstmals 1631 in Hessen entstanden, ist die Jägertruppe als weitgehend selbständig operierende Eliteinfanterie angelegt worden und wird als erstes modernes und bis heute aktuelles Truppenkonzept für leichte Infanterie begriffen.

## Gliederung

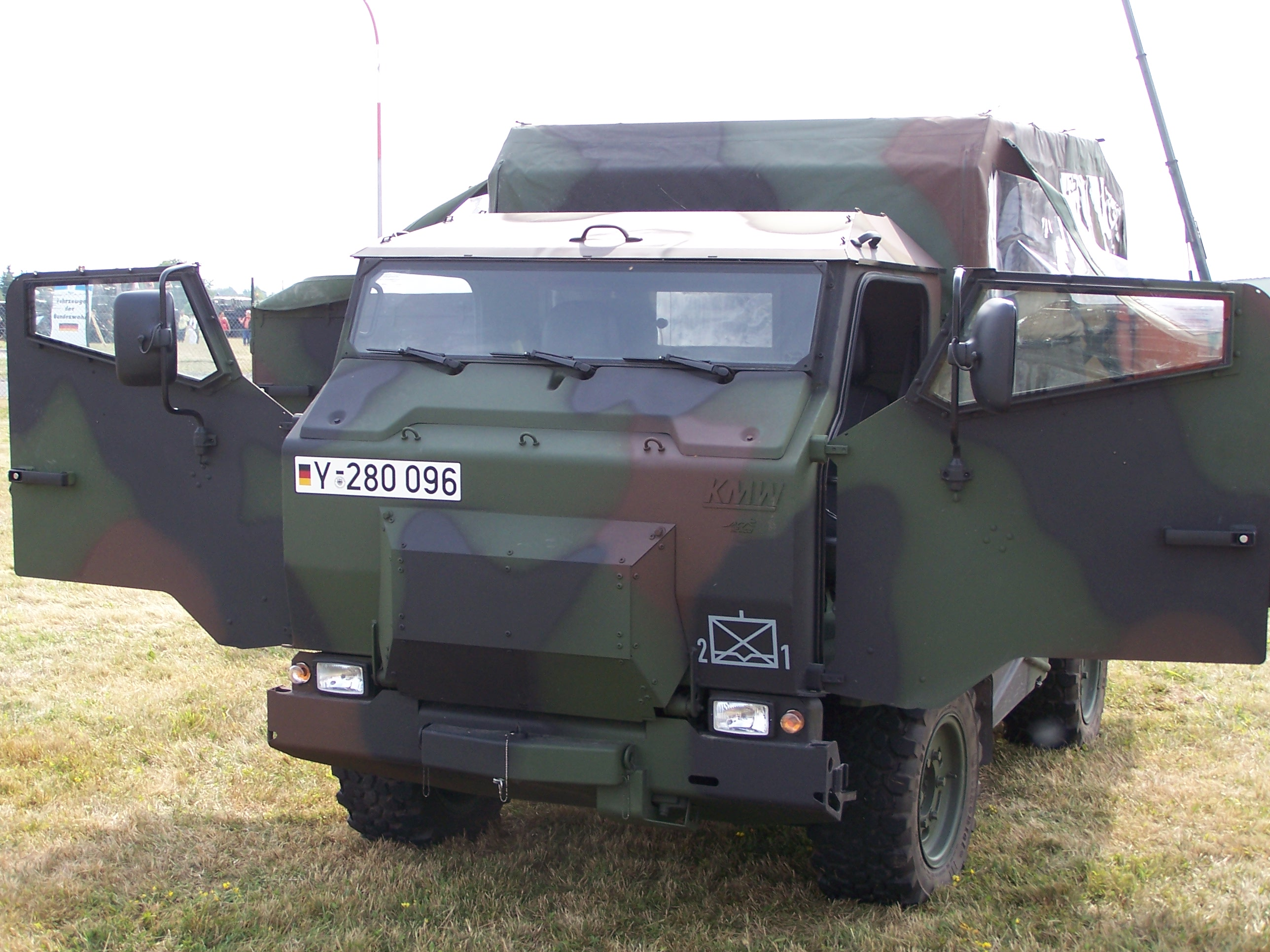
ESK Mungo der 2. Kompanie

Das Jägerregiment 1 (JgRgt 1) hatte eine Personalsollstärke von 1800 Soldaten. Diese verteilten sich auf insgesamt neun luftbewegliche Kompanien, unterteilt in Eingreif-, Stabilisierungs- und Unterstützungskräfte. Das Jägerregiment war ein Regiment des Heeres, es war jedoch nicht wie traditionell üblich in Bataillone untergliedert, sondern direkt in folgende Kompanien:
- 1./ Versorgungs- und Unterstützungskompanie, Eingreifkräfte (EK) Stabilisierungskräfte (SK)
  - Gefechtsstandzug (in Planung mit FüInfoSys)
  - Fernmeldezug
  - Jägergruppe (gehört zum Fernmeldezug, Ausbildungstechnisch selbstständig)
  - Nachschubdienstzug
  - Transportzug
  - Instandsetzungszug
- 2./ Jägerkompanie, EK
- 3./ Jägerkompanie, EK
- 4./ Jägerkompanie, EK
- 5./ Schwere Jägerkompanie, EK
  - Aufklärungszug
    - Luftlandezonenaufklärungsgruppe

  - MK Zug Wiesel
  - TOW Zug Wiesel
  - Mörserzug
- 6./ Schwere Jägerkompanie, SK
  - Aufklärungszug
    - Luftlandezonenaufklärungsgruppe

  - MK Zug Wiesel
  - TOW Zug Wiesel
- 7./ Pionierkompanie, EK
  - Pionierzug
  - Pionierzug
  - Pioniermaschinenzug
- 8./ Leichte Flugabwehrraketenbatterie, EK
Hinweis: Die Flugabwehrzüge dieser Kompanie wurden im Zuge der Auflösung der Heeresflugabwehrtruppe im März 2012 außer Dienst gestellt und Ende 2012 wurde die Batterie vollständig aufgelöst
- 9./ Versorgungskompanie, EK
  - Transportzug
  - Instandsetzungszug
  - Umschlagstaffel
- 10./ Einsatz-/Unterstützungskompanie UK
  - I. Rekrutenzug
  - II. Rekrutenzug
  - III. Rekrutenzug
  - JägerEAV-Zug

Das Jägerregiment 1 war zum größten Teil in Schwarzenborn stationiert. Die 4., 6. und 9. Kompanie befanden sich in Hammelburg.
Das Aufstellungspersonal bestand größtenteils aus ehemaligen Angehörigen des aufgelösten Panzergrenadierbataillons 152 und des aufgelösten Jägerlehrbataillons 353.
Die Friedensstärke des Regiments umfasste 1.371 Soldaten.

## Ausrüstung

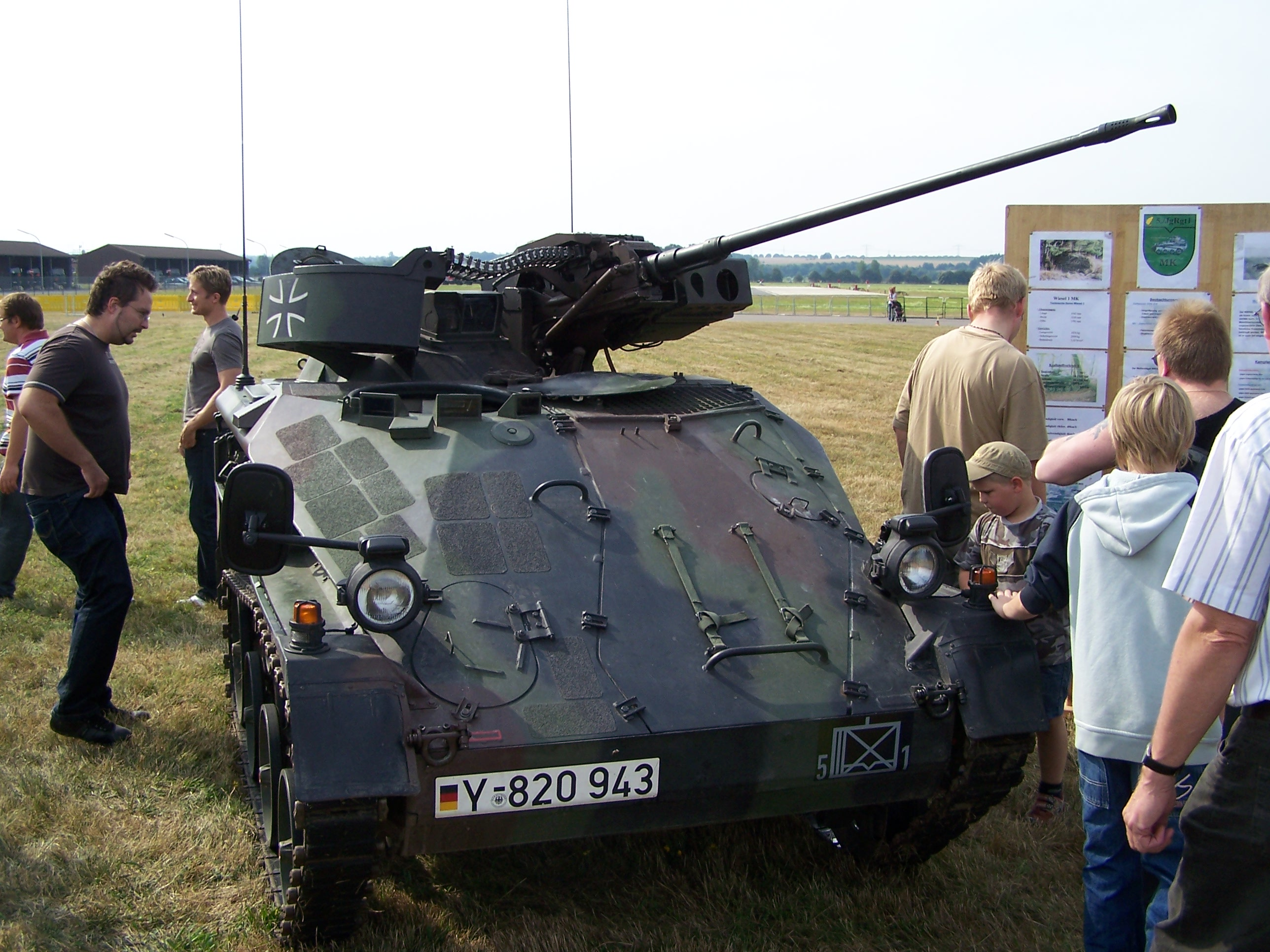
Ein Waffenträger Wiesel der 5. Kompanie des JgRgt 1 mit 20-mm-Maschinenkanone

### Fahrzeuge
- TPz Fuchs
- Dingo 2
- Lkw leicht, Wolf
- Wiesel 1
  - Aufklärung
  - Träger TOW
  - Träger Maschinenkanone 20mm
- Wiesel 2
  - Träger Panzermörser 120mm
- Boxer
- Mungo

Bis zum Eintreffen des Wiesel 2 PzMrs wurden die vorhandenen Mörser zunächst auf Wölfen verlastet. Mit Einführung des GTK Boxer im ISAF-Einsatz stand dieser allen Jägerkompanien, EK, zur Verfügung.

### Flugabwehr
Stinger

### Lufttransportmittel
Das Jägerregiment 1 verfügte über keine eigenen Hubschrauber, sondern wurde mit Transporthubschraubern der Hubschrauberregimenter der Division Luftbewegliche Operationen beweglich gemacht und war auf die Zusammenarbeit mit Unterstützungshubschraubern angewiesen.

## Auslandseinsätze
Ab März 2008 waren 800 Soldaten des Regimentes im Rahmen der KFOR im Kosovo eingesetzt.
Ab April 2009 wurde das gesamte Jägerregiment 1 nach Afghanistan verlegt und stellte bis März 2010 die Quick Reaction Force (QRF) (QRF 3 und QRF 4) der ISAF für das Regional Command North. Während dieses Einsatzes wurden die Jäger in intensive Kämpfe in der Provinz Kunduz verwickelt. Offiziell wird von mehr als 50 Feuergefechten berichtet (Brigadegeneral Michael Matz in Strategie&Technik: „Weit über 50 Feuerkämpfe“).
Mit dem Oberfeldwebel Steffen Knoska stellt das Jägerregiment 1 den 6. Träger des Ehrenkreuz der Bundeswehr für Tapferkeit.
Von Januar bis August 2012 folgte der nächste ISAF-Einsatz im Rahmen des Ausbildungs- und Schutzbataillons Mazar-e-Sharif. Dabei stellte das Jägerregiment mit Teilen der 9./-, 5./-, 8./- und 1./Jägerregiment 1 die Stabs-, Versorgungs- und Feuerunterstützungskompanie der Task Force Mazar-e-Sharif. Die 2./- und 3./Jägerregiment 1 wurde um jeweils einen Panzergrenadierzug verstärkt und als 2./- und 3./ Task Force MeS eingesetzt. Die 7./Jägerregiment 1 stellte den Kern der Pionierkompanie des Bataillons. Das Ausbildungs- und Schutzbataillon wurde aus der Stellung OP North zur Sicherung des südlichen Teils des Kunduz-Baghlan Korridores, insbesondere zur Sicherung der Marschstraßen und Verbindungswege eingesetzt.
Von April 2014 bis Juli 2014 war zudem ein Zug des Jägerregiments 1 in die QRF 245 integriert. Zudem stellte das Regiment 2014 die Hauptkräfte für das ORF-Bataillon KFOR und Teile des Stabes Elemente für die Führung des Deutschen Einsatzkontingentes KFOR.

## Auflösung und Umgliederung zum Jägerbataillon 1
Gemäß den Planungen der Bundeswehr wurde das Jägerregiment 1 in das Jägerbataillon 1 ebenfalls am Standort Schwarzenborn (Knüll) umstrukturiert.
Der Verband wurde am 19. Dezember 2012 aus der Luftbeweglichen Brigade herausgelöst und der Panzerbrigade 21 unterstellt. Zum 30. Juni 2015 wurde das Regiment formell aufgelöst und ab dem Folgetag unter seiner neuen Bezeichnung geführt.

## Folgeverband
Koordinaten: 50° 53′ 40,5″ N, 9° 25′ 8,2″ O
Das Jägerbataillon 1 ist in der Knüll-Kaserne in Schwarzenborn stationiert. Es ist der Panzerbrigade 21 „Lipperland“ unterstellt.
Das Bataillon stellt Kräfte für Eingreifoperationen sowie zur Landes- und Bündnisverteidigung zur Verfügung und verfügt über eine besondere Befähigung zum Einsatz im urbanen und sonstigem schwierigen Gelände. Das Jägerbataillon 1 ist vollbeweglich und lufttransportfähig. Es ist der Couleurtruppenteil des nicht aktiven Jägerbataillons 921.
Das Jägerbataillon 1 ist nicht Nachfolgeverband des vormaligen Jägerbataillons 1 Berlin.

### Gliederung
Das Jägerbataillon 1 in Schwarzenborn ist wie folgt gegliedert:
- 1./Jägerbataillon 1 (Stabs- und Versorgungskompanie)
- 2./Jägerbataillon 1 (Jägerkompanie)
- 3./Jägerbataillon 1 (Jägerkompanie)
- 4./Jägerbataillon 1 (Jägerkompanie)
- 5./Jägerbataillon 1 (Schwere Jägerkompanie)
- 6./Jägerbataillon 1 (Ausbildungskompanie)

6./Jägerbataillon 1 hieß bis Mai 2025 FernmeldeAusbildungsKompanie DSK.
Ehemals unterstellt war die Teileinheit 900 (TE 900) Systemoptimierung Jägertruppe/Infanterie zur Erprobung des Waffensystems GTK Boxer, in Hammelburg.

### Auslandseinsätze des neuaufgestellten Bataillons
Im Jahr 2016 stellte das Jägerbataillon 1 die Infanterie-Komponente der EU Battlegroup.
Von Januar bis Juli 2020 war rund ein Viertel des Verbandes im Rahmen der NATO-Mission Resolute Support im Camp Marmal bei Masar-e Scharif in Afghanistan als Teil eines international zusammengestellten Force Protection Bataillon (FPBtl) stationiert. Auftrag des FPBtl war der Schutz der internationalen Ausbilder, welche afghanische Kräfte ausbildeten und im Gefecht berieten.

#### Kommandeure
| Nr. | Dienstgrad     | Name              | Beginn des Kommandos |
| --- | -------------- | ----------------- | -------------------- |
| 4   | Oberstleutnant | Sebastian Hagen   | 22. September 2023   |
| 3   | Oberstleutnant | Sven Kästner      | 26. Oktober 2020     |
| 2   | Oberstleutnant | Wolfgang Schröder | November 2017        |
| 1   | Oberstleutnant | Carsten Krämer    | 25. Juni 2015        |